# رامزلی، شروپ‌شر
رامزلی (به انگلیسی: Romsley) یک روستا و محله مدنی در بریتانیا است که در Shropshire واقع شده‌است.